# Valeriano di Forlì
San Valeriano da Forlì (... – Forlì, ...) tradizionalmente è ricordato come un soldato (o forse eremita) di epoca romana, morto martire nella sua città, probabilmente in località San Valeriano, detta oggi San Varano, insieme a 80 suoi compagni, martiri forlivesi.
È stato a lungo considerato il patrono della città di Forlì.

## Biografia
Si racconta che, pur essendo un militare, abbia rifiutato di combattere sia per non mettere in pericolo i civili sia per rifiuto della violenza. In ogni caso, avrebbe convertito i suoi commilitoni al cristianesimo. È considerato il santo della pace e della protezione dalla guerra.

## Culto
Oltre che in varie opere d'arte, è raffigurato sull'antico sigillo comunale e su quello del vescovo di Forlì.
Viene ricordato localmente il 22 novembre, mentre non compare nel Martirologio Romano. Dal 1967, con la Riforma liturgica, è stato espunto anche dal calendario diocesano.